# 済南軍区
済南軍区（さいなんぐんく, Jinan Junqu）は中国人民解放軍の七大軍区のひとつである。山東、河南方面の守りを固める。3個集団軍と1個機動武装警察師団で編成され、また対外問題を抱えていない軍区である。2016年2月1日に北京軍区と統合し、中部戦区へ移行し、山東省は北部戦区の管轄となった。

## 管轄区域
山東省軍区、河南省軍区、青島警備区を管轄する。

## 軍区指導者
- 司令部所在地：山東省済南
- 軍区司令員
  - 趙宗岐上将（1955-，黒龍江省賓県人）
- 軍区政治委員
  - 杜恒岩上将（1951.07-，山東省竜口人）
- 軍区副司令員
  - 王軍中将（1953-，本籍地不明）
  - 劉志剛中将（1955.07-，河北省易県人）
  - 吉文明中将（1957.08-,江蘇省泰興人）
  - 袁誉柏少将＜海軍＞（1956.05-，湖北省公安人）
  - 孫和栄少将＜空軍＞（1957.07-，山東省広饒人）
- 軍区副政治委員
  - 呂建成中将（1956.03-，河南省漯河人）
  - 張烈英中将（1952.12-，遼寧省荘河人）
  - 康非少将＜海軍＞（1956.08-，北京市海淀人）
- 軍区参謀長
  - 張鳴少将（生年月日不明-，本籍地不明）
- 軍区政治部主任
  - 呉社洲少将（1958-，湖北省漢川人）
- 軍区連勤部部長
  - 韓志慶少将（1958.08-，山東省臨清人）
- 軍区装備部部長
  - 胡修斌少将（1957.04-，河南省内黄人）

### 歴代司令員
1. 楊得志
2. 王新亭（代司令員）
3. 曾思玉
4. 饒守坤
5. 李九竜
6. 隗福臨
7. 張万年
8. 張太恒
9. 銭国梁
10. 陳炳徳
11. 范長龍
12. 趙宗岐

### 歴代政治委員
- 譚啓竜
- 王新亭（第二政委）
- 舒同
- 梁必業（第二政委）
- 曾希聖
- 袁升平（第二政委）
- 譚啓竜（第一政委）
- 王效禹（第一政委）
- 徐立清
- 任思忠
- 白如冰（第一政委）
- 肖望東（先任政委，後任第一政委）
- 白如冰
- 陳仁洪
- 遅浩田
- 宋清渭
- 杜鉄環
- 徐才厚
- 張文台
- 劉冬冬
- 杜恒岩

## 配属部隊
- 第20集団軍：（司令部、河南省開封）乙類集団軍、5個旅団編成
  - 第58機械化歩兵旅団（河南省許昌長葛）
  - 第60自動化歩兵旅団（河南省信陽）
  - 装甲旅団（河南省南陽独山）
  - 高射砲旅団（河南省商丘）もと第59師団
  - 第2砲兵旅団（河南省確山）

- 第26集団軍：（司令部、山東省濰坊）乙類集団軍、1個師団5個旅団編成
  - 第8装甲師団（山東省濰坊）
  - 第77自動化歩兵旅団（山東省海陽）
  - 第138自動化歩兵旅団（山東省萊陽）
  - 第199自動化歩兵旅団（山東省淄博周村） もと第67軍第199師団
  - 高射砲旅団（山東省済南） - もと第76師団。HQ-7装備
  - 砲兵旅団（山東省濰坊市符山鎮）もと第8砲兵師団

- 第54集団軍：（河南省新郷）甲類集団軍、快速対応部隊、3個師団2個旅団編成
  - 第11装甲師団（河南省信陽）
  - 第127機械化師団（河南省洛陽）
  - 第162自動化歩兵師団（河南省安陽）
  - 砲兵旅団（河南省焦作）
  - 防空旅団（河南省滎陽）

- 武装警察第128師団（河南省鞏義）   もと第20軍第128師団

## 済南軍区空軍
4個航空師団で編成される。
- 済空司令部　山東省済南市済南基地
- 第5航空師団（戦闘爆撃師団）山東省濰坊市濰坊基地 
  - 第13航空連隊　Q-5
  - 第14航空連隊　JH-7A
  - 第15航空連隊　Q-5
- 第12航空師団（戦闘機師団）山東省済南市済南基地 
  - 第34航空連隊　J-7G
  - 運輸連隊　Y-5, Y-7
- 第19航空師団（戦闘機師団）山東省済寧市済寧基地 
  - 第55航空連隊　山東省済寧市済寧基地　J-11, Su-27
  - 第56航空連隊　河南省鄭州市鄭州基地　J-7II
- 第31航空師団（戦闘機師団）山東省威海市文登基地
  - 第91航空連隊  J-7II
  - 第?航空連隊　J-6(J-6は既に退役し、後継機は不明)
- 戦闘偵察独立連隊　山東省威海市文登基地 JZ-6(JZ-6は既に退役し、後継機はJZ-8Fと思われるが不明)